# Anomis subfuscata
Anomis subfuscata är en fjärilsart som beskrevs av Emilio Berio 1956. Anomis subfuscata ingår i släktet Anomis och familjen nattflyn. Inga underarter finns listade i Catalogue of Life.